# 宮越屋珈琲
宮越屋珈琲(Miyakoshiya Coffee)は、有限会社宮越商事と株式会社ミヤコシヤサンズが北海道を中心に展開するコーヒー専門店チェーンである。

## 概要
1976年に、東京原宿で宮越陽一がコーヒー修行を行い、1985年(昭和60年)8月23日に創業した。
「ホールステアーズ」という系列店もある。

## 沿革
- 1928年 - 宮越陽一の祖父で秋田県能代市出身の宮越孫一が、北2条西3丁目に旅館を創業。
- 1985年 - 円山裏参道ステージビルに「カフェ・アンフィニ」開店。
- 1987年 - パレードビルに「ホールステアーズ・カフェ」開店。
- 1991年 - 「珈琲焙煎宮越屋珈琲」として豆の焙煎販売を開始。

## 店舗展開
北海道を中心に直営、業務委託をあわせて27店舗を展開している。

### 北海道
- 円山坂下 宮越屋珈琲 本店
- 宮越屋珈琲 THE CAFE
- 宮越屋珈琲 工房
- 宮越屋珈琲 大通店
- 宮越屋珈琲 ポールタウン店カフェバザール
- 宮越屋珈琲 サンピアザ店
- 宮越屋珈琲ハウス　焙煎工場
- 札幌三越 宮越屋珈琲
- 宮越屋珈琲 南2条店
- 宮越屋珈琲 三井アウトレットパーク札幌北広島
- 宮越屋珈琲 豊平店
- 宮越屋珈琲 新千歳空港店
- 宮越屋珈琲 札幌駅パセオ店
- 宮越屋珈琲 パリアッチ店
- 宮越屋珈琲 旭川店
- 宮越屋珈琲 MUTEKIROU（ムテキロウ） - 室蘭市にある店舗[2]
- ホールステアーズカフェ 有楽ビル店
- ホールステアーズカフェ パレード店
- ホールステアーズ エスプレッソバーGIG
- High Grown Cafe (ハイ・グロウン・カフェ)

### 東北
- 宮越屋珈琲 三越仙台店

### 関東
- 宮越屋珈琲 町田店
- 宮越屋珈琲 日本橋店
- 宮越屋珈琲 新橋店
- 宮越屋珈琲 恵比寿店
- 宮越屋珈琲 銀座店
- 宮越屋珈琲 目白店